# جبل أموكتا
يشكل البركان الطبقي غير المشقوق لبركان أموكتا (بالإنجليزية: Mount Amukta)‏ معظم جزيرة أموكتا الدائرية التي يبلغ عرضها 7.7 كم تقريبًا. وهي تقع في أقصى غرب سلسلة جزر الأربعة جبال. يظهر المخروط، الذي يبلغ قطره القاعدي 5.8 كيلومترات وتعلوه حفرة قمة بعرض 0.4 كيلومتر، على صور الرادار ذات الفتحة التركيبية ليتم بناؤها على سلسلة من التلال المقوسة التي يبلغ إرتفاعها 300 متر، وتتجه بين الشرق والغرب.
تشير إمتدادات تلك التلال على الجانبين الجنوبي الغربي والشرقي من الجزيرة إلى كالديرا أقدم يبلغ قطرها حوالي 6 كيلومترات ومفتوحة على البحر على الجانب الجنوبي. لم يتم الإبلاغ عن الينابيع الساخنة من أموكتا. أفاد 1973، عن وجود مخروط رماد بالقرب من الشاطئ الشمالي الشرقي للجزيرة.